# Psel
Psel také zvaná Psjol, Pesl, Pesel, Psiol nebo Pslo (rusky Псёл, Псиол, Песл nebo Песел, ukrajinsky Псел, Псьол nebo Псло) je řeka v Bělgorodské a Kurské oblasti v Rusku a v Sumské a Poltavské oblasti na Ukrajině. Je to levý přítok Dněpru. Je 717 km dlouhá. Povodí má rozlohu 22 800 km².

## Průběh toku
Pramení na Středoruské vysočině. Teče převážně zvlněnou rovinou a na dolním toku Podněperskou nížinou. Ústí do Kamjanské přehrady. Úval řeky je široký. Hlavní přítok je zprava Chorol. Na řece leží města Obojaň, Sumy, Haďač.

## Vodní režim
Zdroj vody je převážně sněhový. Kulminuje na jaře od března do května, kdy proteče 70 % ročního průtoku. V létě a na podzim voda opadá. Průměrný roční průtok vody ve vzdálenosti 36 km od ústí činí 55 m³/s. Zamrzá v prosinci a rozmrzá na konci února až na začátku dubna.